# ルンバ (掃除機)
ルンバ（英語: Roomba）は、アイロボット（英語: iRobot）が製造・販売するロボット掃除機である。

## 概説
2002年に登場し、その後毎年新型や改良版が発表されている。2002年9月17日の発売開始から2006年5月までに200万台、2017年までに1500万台が販売された。
直径約13.5インチ、高さ約3.6インチの円盤状である。前方には接触センサーが組み込まれたバンパーがあり、上面の前方中央に赤外線センサーがある。機種によっては1個か2個の Virtual Wall 赤外線送信ユニットが付属している。
基本的なアルゴリズム
ルンバは掃除している部屋の地図を作成しない。その代わりに「らせん状に掃除する」「壁伝いに掃除する」「何かにぶつかったら角度を変えてランダムウォークする」など、いくつかの単純なヒューリスティックスで動作している。この設計は、マサチューセッツ工科大学（MIT）の研究者であり、iRobotの最高技術責任者（CTO）でもあったロドニー・ブルックスの哲学によるものである（包摂アーキテクチャ参照）。この結果として、ルンバと人間の掃除の仕方を比較すると、ルンバの方が時間がかかり、また特定の箇所を何度も重複して掃除するのに別の場所は一回しか通らない、あるいは全く通らないということも起きる。
ある時間掃除をすると、ルンバは停止して「掃除完了」を知らせる音を鳴らす。ホームベースが見つかれば、ルンバはそこに戻ろうとする。人は、ルンバがホームベースに戻った後に本体後部のゴミ入れを取り外してゴミを捨てればよい。
電力・電源・充電

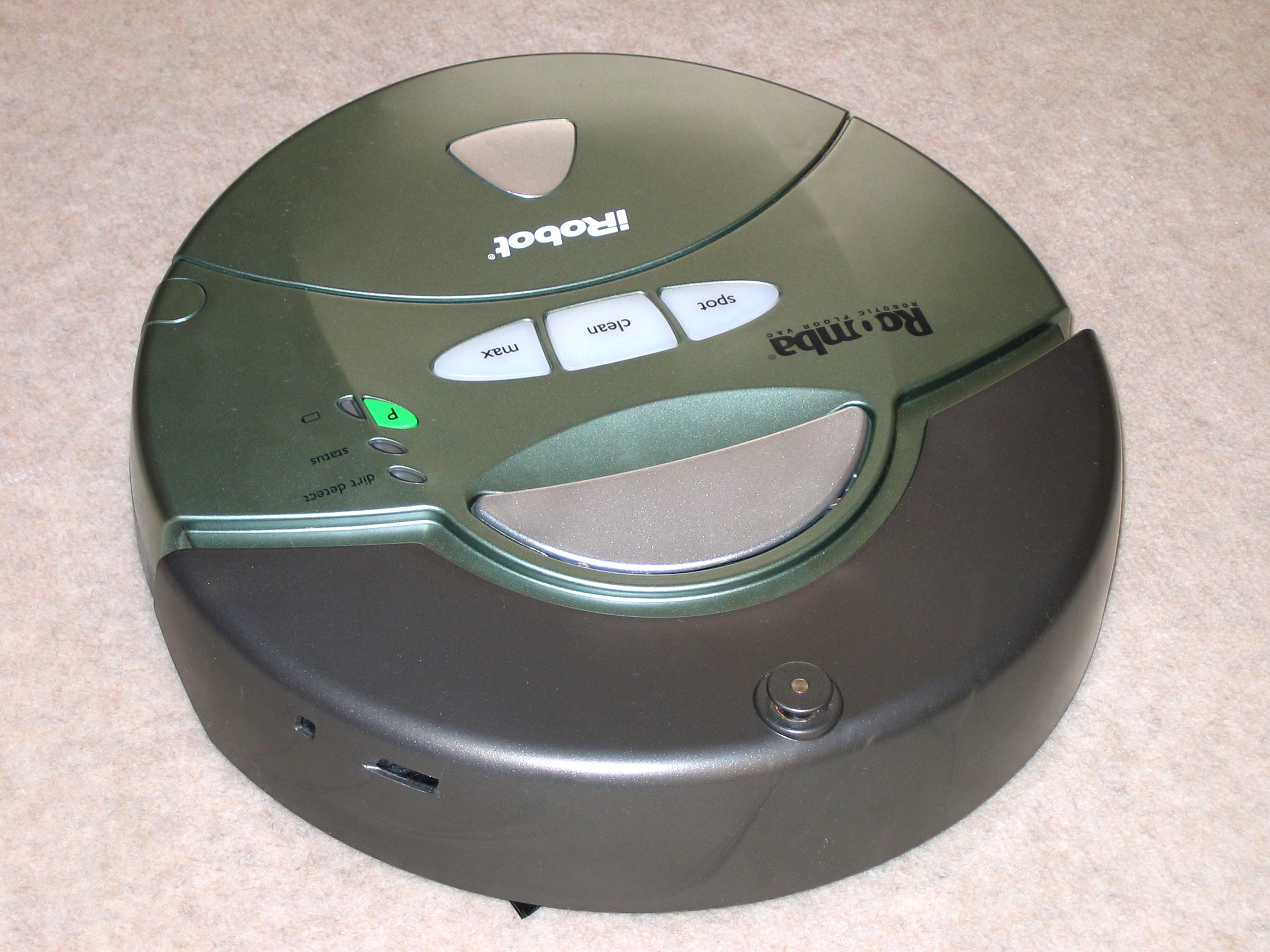
EU地域向けルンバ。Roomba Sageに似ている。ボタンが横一列に配置されている。

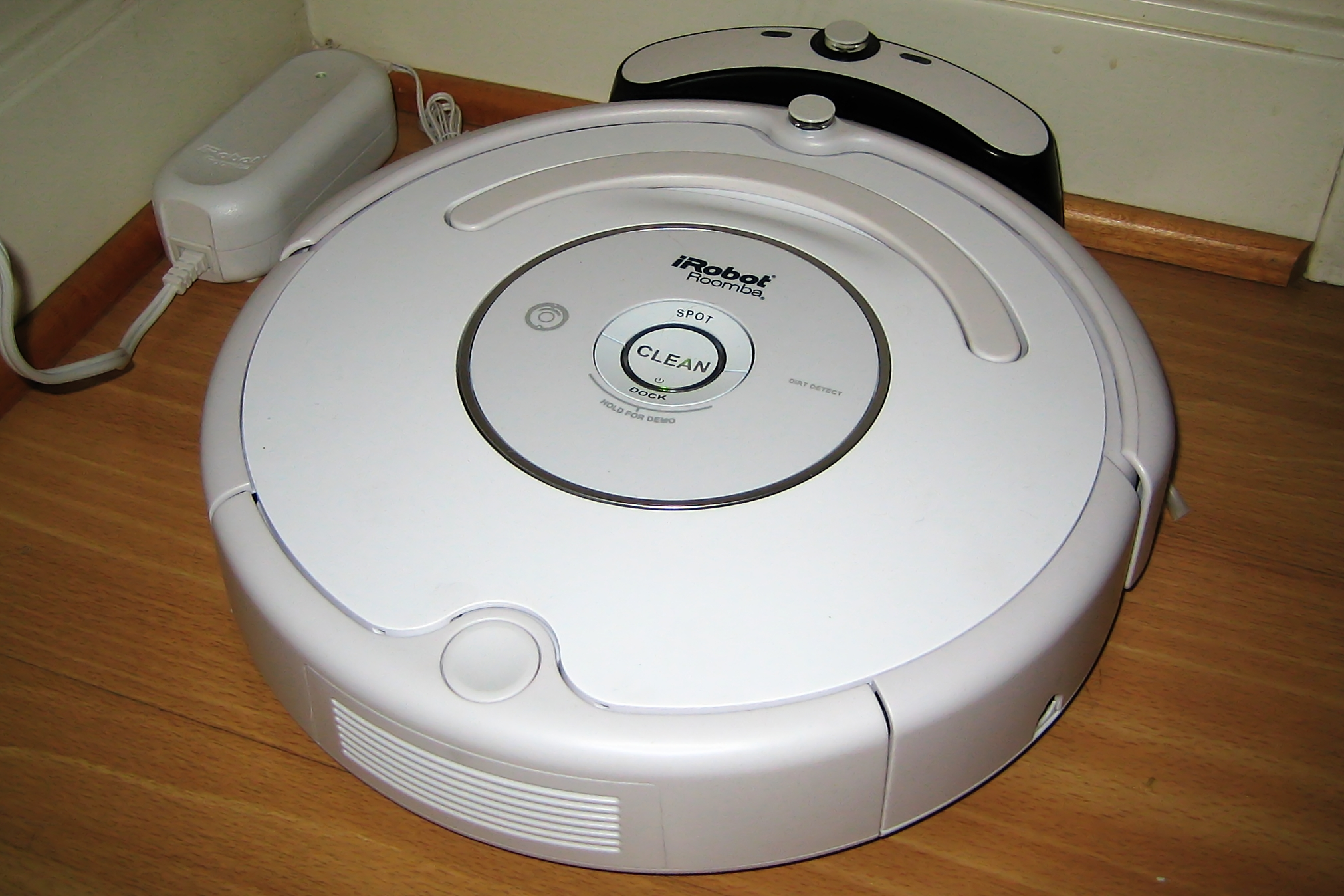
ホームベース入りしているルンバ530。中央の二重円の部分が3つのボタンになっている。

電力は内蔵のニッケル・水素充電池から供給され、掃除開始前に充電してある必要がある。第三世代の機種では、充電用ホームベースを赤外線センサで探してたどりつき、自力で充電状態とすることが可能である。通常に使用した場合、ホームベースでの充電には約3時間かかる。第三世代のルンバは、販売時にホームベースが付属していないものでも、ホームベースを利用可能である。それ以前の機種では12時間充電器が付属していたが、3時間充電器も利用可能。また〔DOCK〕ボタンがあるタイプなら、掃除中でもそれを中断し、ホームベースへと戻り充電を開始する。
起動方法
第一世代と第二世代の機種では、部屋の大きさを3つのボタン（〔Small〕〔Medium〕〔Large〕）で予め設定する必要があった。第三世代ではその必要はない。
第三世代のルンバは、ユーザは基本的に難しいことは考える必要はなく、ともかく掃除したい部屋に持っていき〔POWER〕ボタンを押し、掃除を開始させたければ〔CLEAN〕ボタンを押せばよい。ただそれだけで、部屋のサイズが小さかろうが大きかろうが、ルンバは適切な配分で部屋全体を掃除しようと努める。ただシンプルに〔CLEAN〕ボタンを押せばよい設計になっており、ユーザに難しいことを考えさせない設計となっている。
また、うっかり塵のかたまりを落とした場合や食べカスをこぼしてしまった場合など、特定の狭い領域だけをスポット的に掃除させ済ませたい場合は、そこにルンバを置き〔SPOT〕ボタンを押せばよい。
また、スケジュール機能に対応している機種は、設定した時刻に自動的に掃除を開始させることができる。これは外出している間にルンバに掃除して欲しい場合に便利である。ただしこれは下位機種には付属していない。
センサーとバーチャルウォール
バンパーが壁や家具に接触すると、接触センサーによってそれを感知し進行方向を変える。底面に4つの赤外線センサーがあり、段差も感知し転がり落ちるのを防いでいる。また「Virtual Wall Unit」を設置すると、そのユニットから出されている赤外線によって、ルンバのセンサが感知できるバーチャルウォール（仮想的な壁。あくまで赤外線で、人間には見えない）が作られ、そこから先は「侵入して欲しくない場所」であると理解し避けてくれる。
第二世代からの機種には汚れセンサもあり、特にチリ・ゴミの多い場所があればそれを感知し、重点的に掃除することが可能。
第二世代以降の機種では、赤外線センサを利用して遠隔制御することもでき、身体障害者にとっては特に便利である。ただしリモコンはホームベースやVirtual Wallの近くでは使えない（どちらも同じ赤外線センサを利用しており干渉するため）。
得手・不得手
人の手による掃除と比較して、ルンバはベッドや家具の下の掃除は得意としている。だが、ルンバは毛足の長いじゅうたんの掃除には向いていない。また、敷物の端、ひも状のもの、電気コードなどとからまって動けなくなってしまうことがある。そうしたものが多い部屋ではしばしば動けなくなってしまう。動けなくなった場合、動ける範囲だけを掃除するか、あるいは停止してエラー音声により異常を知らせる。

## 歴史
ルンバの開発は、アイロボットで最初のフルタイム従業員となったジョー・ジョーンズ（英語: JOSEPH L. JONES）の提案から始まった。マサチューセッツ工科大学（MIT）の人工知能研究所にいたジョーンズは、1988年に床掃除ロボットのアイデアを思い付いた。翌1989年に、のちにアイロボットの創業者の一人となるロドニー・ブルックス（英語: Rodney Allen Brooks）教授らが始めたロボット競技会に、レゴ（デンマーク語: LEGO）で作られた床掃除ロボット「ラグマットの戦士（英語: Rug Warrior）」を出品した。ジョーンズは1992年にアイロボットに入社し床掃除ロボットを提案したが、当時のアイロボットに開発する余裕はなかった。ようやく本格的な開発が始まったのは1999年からで、3年後の2002年にルンバとして商品化することに成功した。ルンバはその年のクリスマス商戦でのサプライズヒットとなった。

## 機種

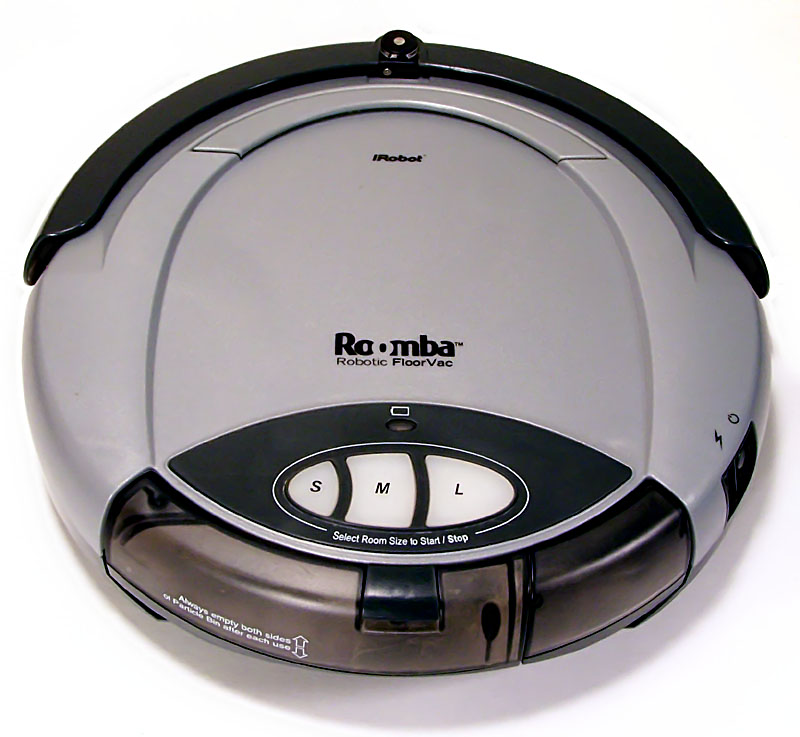
ルンバ・オリジナル・シリーズ

オリジナル・シリーズ2002年9月18日発表された、米国において初めての自働掃除ロボット。直径13.4インチ、高さ3.6インチの円盤状で、床をはい回ってゴミを吸い集める。部屋全体に行き渡るように工夫されてい、階段はセンサーで感知して落下を回避する。付属の周辺機器バーチャルウォール（英語: Virtual Wall®）を用いれば、不可視光線による「見えない壁」を作り、掃除する区域を区切ることもできる。
400シリーズ2004年7月12日発表。当初はディスカバリー・シリーズと呼ばれていたが、のちに400シリーズと改められた。自動帰投・自動充電を可能とするホームベース（英語: Home Base™）が利用でき、スケジュール機能が利用できる機種も販売されたことから、留守中でも指定した時刻に掃除を始め、終えればホームベースに帰投し再充電する「自働化」が完成した。そのほか、部屋の広さの自動検知や、特に汚れた場所を音響センサーで検知し繰り返し掃除するダートディテクト（英語: Dirt Detect™）モードが搭載された。
500シリーズ2007年8月22日発表。本体中央のボタン1つを押す設計は、現在のルンバシリーズに通じるデザインの原型となった。ブラシの改良や、コードや絨毯の毛などが本体下部のブラシに絡んだ場合に、ブラシが逆回転して本体が停止することを防ぐ機能の追加、集塵容器の大型化など掃除性能を向上したほか、衝突検出用のバンパーには新たなセンサーが内蔵され、衝突の勢いを抑えることが可能になった。また、音声案内機能も搭載している。なお、後期製品には、最適な行動パターンを選択する高速応答プロセスアイ・アダプト（英語: iAdapt™）や、吸引力やホコリ、ダニの除去効率を高めるエアロバキュ（英語: AeroVac™）集塵容器が搭載された。
600シリーズ2012年8月14日発表。2011年9月のルンバ700シリーズ発売によって下位機種だけが残ったルンバ500シリーズの一部機種が、「ルンバ600シリーズ」として新型集塵容器エアロバキュ（英語: AeroVac™）の全面採用などによりルンバ700シリーズと同等の吸引能力に改良され、新たなルンバのエントリーモデルとなった。

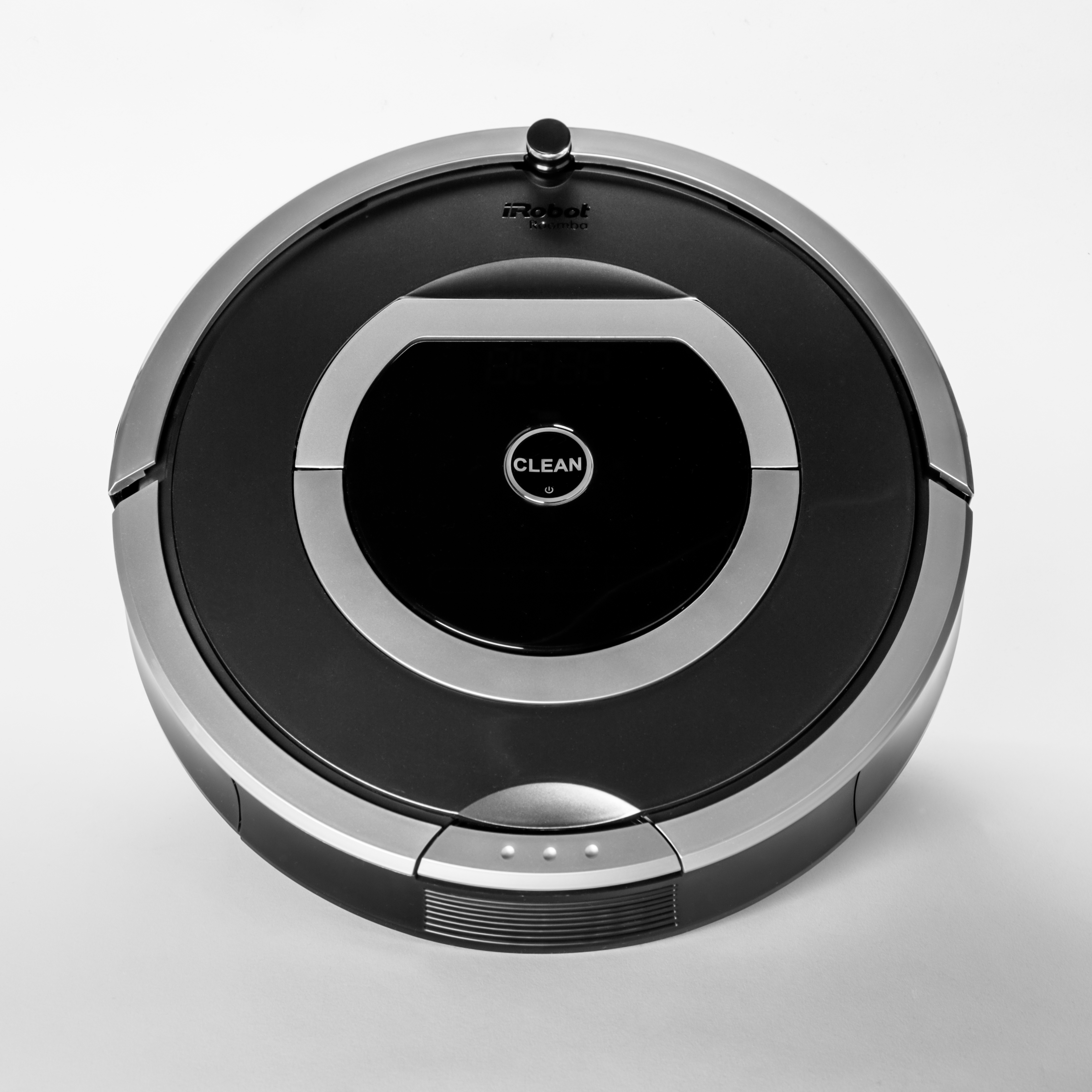
ルンバ700シリーズ

700シリーズ2011年1月3日発表。ルンバ500シリーズの上位機種の後継となる製品で、最適な行動パターンを選択する高速応答プロセスアイ・アダプト（英語: iAdapt®）や、吸引力やホコリ、ダニの除去効率を高めるエアロバキュ（英語: AeroVac™）集塵容器を搭載した。
800シリーズ2013年11月12日発表。エアロフォースクリーニングシステム（英語: AeroForce™ Performance Cleaning System）を搭載したことなどで、従来よりも吸引力5倍、清掃性能も最大50％向上した。
900シリーズ2016年8月4日発表。カメラとセンサーを駆使し、いま自身がどこにいて、部屋のどこが清掃されていないのかを、高精度に判断するアイ・アダプト 2.0 ビジュアルローカリゼーション（英語: iAdapt® 2.0 Navigation with Visual Localization）、無線LAN対応および遠隔操作できるスマートフォンアプリを採用した。また、ルンバ980と同985ではハイパワーモーターユニットG3（英語: Gen 3 motor）を搭載することで、吸引力を600シリーズの最大10倍まで向上させた。
eシリーズ2018年9月6日発表。ルンバ800シリーズと同等の吸引力を維持しながら、価格を3割安く抑えた「ハイ・エントリー」モデル。
- Roomba e5, e515020[52] - 2018年9月6日発表[48]。

iシリーズ2018年9月6日発表。AIで最大10の間取りを自動学習する機能も備えている。
- Roomba i7, i715020[54] - 2018年9月6日発表[48]。
- Roomba i7+, i755020[55] - 2018年9月6日発表[48]。
- Roomba i3 , I315060 - 2021年2月17日発表。
- Roomba i3+ , I315060 - 2021年2月17日発表。

sシリーズ2019年5月29日発表。形状を円形からD型に変更し、吸引力をルンバ600シリーズの40倍に高めた。
- Roomba s9, s915020[58] - 2019年5月29日発表[56]。
- Roomba s9+, s955020[59] - 2019年5月29日発表[56]。

### 別売周辺機器
- Scheduler Remote, 5100[60] - ルンバ400シリーズのほとんどの機種の遠隔操作とスケジュール機能追加ができる機器[60]。
- Wireless Command Center, 21915[61] - ルンバ790に附属した高機能遠隔操作機器[62]で、のちに単品でも販売された[61]。ルンバ780および同880にも対応する[61]。
- iRobot® HOME App（iRobot HOME アプリ[63]） - 無線LAN（Wi-Fi®）に対応したルンバの遠隔操作と起動スケジュールの管理ができるスマートフォン・アプリ[64]。
- Integrated Home Base®（ホームベース（ACアダプター一体型）[65]）, 4452369[66] - 自動帰投・自動充電を可能とする充電機器[66]。
- Dual Mode Virtual Wall® Barrier（デュアルバーチャルウォール[67]）, 4636429[68] - ルンバ本体の電源に連動し、不可視光線により長さ10フィートもしくは直径4フィートの「見えない壁」で区域を作り出し、その区域内への侵入を防ぐことができる機器[69]。

## ハッキングとプログラミング

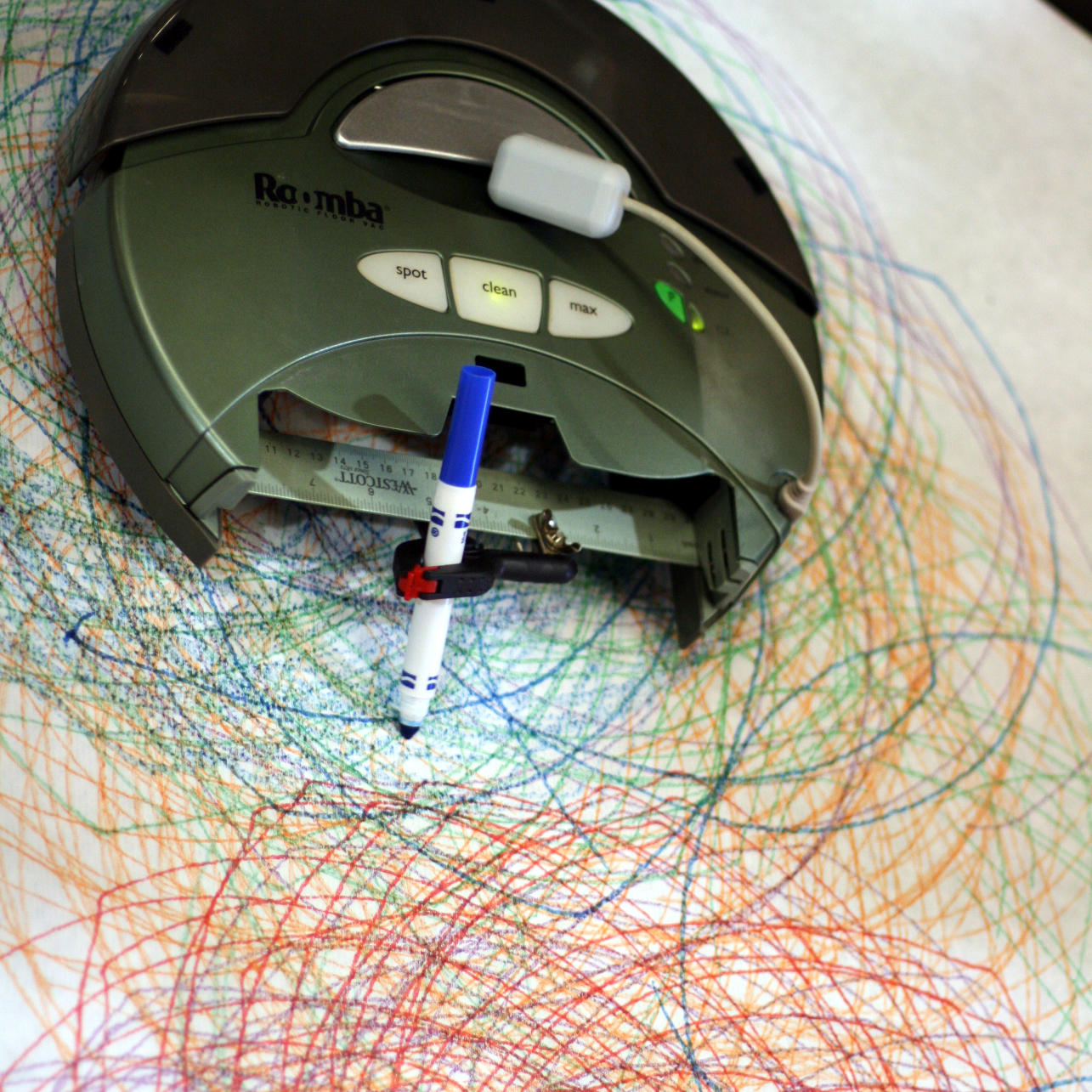
スピログラフを描くハッキングされたルンバ

初期のルンバからハッキングにより機能を拡大する事が行われた。最初はマイクロコントローラに直接モータ制御回路とセンサーを接続する事が基本的だった。
2005年10月以降に生産されたルンバと OSMO を付けたルンバには、振る舞いを修正したり制御したり、あるいはセンサを遠隔から監視できるインタフェースが備わっている。
初期のアプリケーションには部屋の地図を利用するものがある。 ルンバのソースコードはカスタマイズされたLISPで書かれている。iRobot Roomba Open Interface を利用してルンバの改良が可能である。これを使って各種機器を接続可能であり、ルンバのハッキングサイトではそのようなプロジェクトが実際に行われている。
ルンバのプログラミングを修正することを“Roombatics”（ルンバ工学）と呼ぶこともある。
インタフェースを備えた型(2007年10月以降の400シリーズと500と700シリーズ)は電気的と物理的に標準的なPC/Macのシリアルポートとケーブルとは互換性のないシリアルインタフェースでMini-DIN接続端子を備える。しかしながら、ルンバのコンピュータにBluetooth、USBやRS-232（PC/Mac シリアル）で接続可能なサードパーティー製のアダプターが入手でき Roombas pre-October 2005 upgraded with the OSMO hacker、多くのセンサーを監視してユニットのふるまいを変えられる。ルンバの公開されたインタフェース（公式のルンバのインタフェース）はプログラマと愛好家に彼ら独自の機能強化を奨励する。 複数の事例がルンバのハッキングサイトに記述される。
製品に対するハッカーたちの関心が高まった事により、同社はiRobot Createを開発した。この型は掃除機の機構をテレビカメラやレーザーや他のロボットの部品を載せるための“荷台”に置き換えた。アナログとデジタルの双方向通信を備えた25ピン式インタフェースを備えた事により、完全に新しい移動式ロボットの基本となるように大幅な拡張を可能にした。ネットブックや携帯型無線端末のようなコンピューティングプラットホームと共にネットワークを介して遠隔制御可能である。

### 事例
- 日本の沖データ福島事業所は、2014年にルンバを動力とする無人搬送機を開発、実用化した[81][82]。公開されているルンバを外部から制御するためのコマンドを利用してルンバの動作を制御、床に引いた白線と停止用マークを認識させることで、白線上を移動する無人搬送車を実現した[81]。既製の無人搬送車で、白線上で向きを変えて往復させる運用ができる例はあまりないという[81]。

## 大衆文化におけるルンバ
- 米国で放映されたテレビドラマでは、しばしば小道具としてルンバが登場する。例えば、The WBが放映したドラマ番組「ギルモア・ガールズ」のシーズン5第20話でのギルモア家が所有するピンク・リボン・エディション[83][84]、AMCが放映したドラマ番組「ブレイキング・バッド」のシーズン4第2話での準主人公が所有するルンバ[85][86]や、NBCが放映したコメディ番組「パークス・アンド・レクリエーション」のシーズン2第15話での「DJルンバ」[87][88][89][90]が、物語の展開で重要な役割を果たした。

- 猫がルンバに乗る事象はYouTubeに投稿され、その動画が数千万回も再生された。猫が乗るルンバはCMの一シーンにもなり[注 3]、ついには新製品の開発においても猫が乗ることが考慮されるに至った[92]。また、知育玩具製造販売業者のフィッシャープライス[93]は、Laugh & Learn®ブランドでルンバ風の掃除機に猫が乗る玩具を発売した[94]。

- アイロボットは2011年にルンバをモチーフにしたiOS向けゲームアプリ「Roomba Revenge」をリリースした[95]。部屋の中でルンバを操り、部屋に散らばるチリなどと戦う料金99セントのアクション・ゲームで、収益は同社が運営するSPARK（ロボット工学の知識向上のためのスタータ・プログラム）に活用された。

## 日本
日本は米国市場以外では初めて進出した国であり、2002年（平成14年）12月からプライム、2003年（平成15年）3月からはタカラ（現タカラトミー）、2004年（平成16年）4月からはセールス・オンデマンド、2017年（平成29年）4月からはアイロボットの日本法人アイロボットジャパンと引き継がれ販売されている。
日本のロボット掃除機市場は北米に次ぐ大きさで、累計出荷台数は、2009年（平成21年）に10万台、2013年（平成25年）に100万台、2016年（平成28年）10月末までに200万台、2018年（平成30年）9月末までにブラーバと合わせ300万台を越えている。ルンバ620およびルンバ630は、日本家屋に考慮し吸引システムなどを改良した日本限定製品として発売された。世界に先駆けてルンバ800シリーズを日本で発売した際も、日本が米国に次いで大きな市場であることをその理由に挙げている。
安価な並行輸入品も流通しているが、電波法や電気用品安全法（PSE法）に抵触すると指摘されているほか、他国の市場と同様に公式なサポートを受けることができない。

### 現象
ルンバブル日本でも、ルンバに掃除をさせやすいという意味の「ルンバブル」を謳った分譲住宅やリフォーム・サービスが登場した。
ルンバメジャーアイロボット日本総代理店のセールス・オンデマンドは2015年（平成27年）4月、実物を約1/7に縮小したミニチュアにメジャー（巻き尺）を納めたノベルティーを作成し、販売店頭および公式オンラインストアでの配布、修理サービス完了品の返送に同梱や、懸賞に用いたことがあった。また小学館の月刊誌DIMEは、2018年（平成30年）にルンバをモチーフにしたカプセル型メジャーを作成し付録とした。
カプセル玩具バンダイはアイロボットジャパン監修のルンバのカプセル玩具「ガシャポン アイロボットルンバ」を、2019年（令和元年）11月に発売した。また、販売用とは別色の非売品「アイロボット社限定版仕様」も作られ、アイロボットジャパンが家電量販店などの売り場で配布予定だった。ルンバの約7分の1の直径約50ミリメートルで、歴代機種のなかから4種類をミニチュアで再現した。本体を後ろに引っ張って手をはなすと動き出すプルバック仕様で、実際のルンバのように方向転換して走行する。非公認のカプセル玩具としては、タカラトミーアーツがバンダイに遡る2012年（平成24年）6月に、「ロボット掃除機プルバック」を発売している。
海上自衛隊南極観測船しらせを運用する海上自衛隊南極観測支援班は、同船による第56次南極地域観測航海において用品として採用したルンバ800シリーズに、「紋別のクマ」と命名し海曹の階級を与えていた。
Tシャツカジュアル衣料品店ユニクロは2012年のグラフィックTシャツブランド「UT」の「企業コラボTシャツ」シリーズに、「アイロボット ルンバ」を加え販売した。
ピンクリボン運動アイロボット日本総代理店のセールス・オンデマンドは、米国の例に倣いピンクリボン運動の一環として、朝日新聞社らが主催する「ピンクリボンフェスティバル」に協賛し、2006年からルンバの「ピンクリボンモデル」を販売した。

### 社外品
きゃりーるんるんリュウドが販売した「ホームベース機能拡張ドック」。ルンバ本体と普段使う附属品をまとめて持ち運ぶことができる。

## ヨーロッパ
初め、欧州各国市場への販売はベネルックス三井物産を通じて契約した代理店を通じて行われたが、後にアイロボットの英国法人経由に改められた。
RobopolisRobopolisは、2006年にフランス国内における代理店契約を結んだ。その後、対象地域はドイツ、スペイン、ベルギー、オーストリア、オランダ及びポルトガルの6市場にも広げられた。2016年のRobopolisによる収益は、EMEAでの半分を占めた。2017年、アイロボットはRobopolisを買収し、これらの市場はアイロボットの英国法人に引き継がれた。
Certus MercatusCertus Mercatusは、2008年にチェコにおける代理店契約を結んだ。その後、対象地域はハンガリー、ブルガリア、ルーマニア、トルコ、ギリシャ、キプロス及びキプロスの7市場にも広がった。